# 135041 Lorenzofranco
135041 Lorenzofranco este o planetă minoră (asteroid) din centura de asteroizi. A fost descoperită pe 21 iulie 2001 la osservatorio astronomico della Montagna Pistoiese⁠(d) de Luciano Tesi⁠(d). 
Obiectul prezintă o orbită caracterizată de o semiaxă mare de 2,3893143944993 UAi, o excentricitate de 0,17650778949799, o înclinație de 4,8539355044114 ° în raport cu ecliptica.